# Volon
Volon – miejscowość i gmina we Francji, w regionie Burgundia-Franche-Comté, w departamencie Górna Saona.
Według danych na rok 1990 gminę zamieszkiwały 73 osoby, a gęstość zaludnienia wynosiła 13 osób/km² (wśród 1786 gmin Franche-Comté Volon plasuje się na 670. miejscu pod względem liczby ludności, natomiast pod względem powierzchni na miejscu 755.).